# Super Audio CD

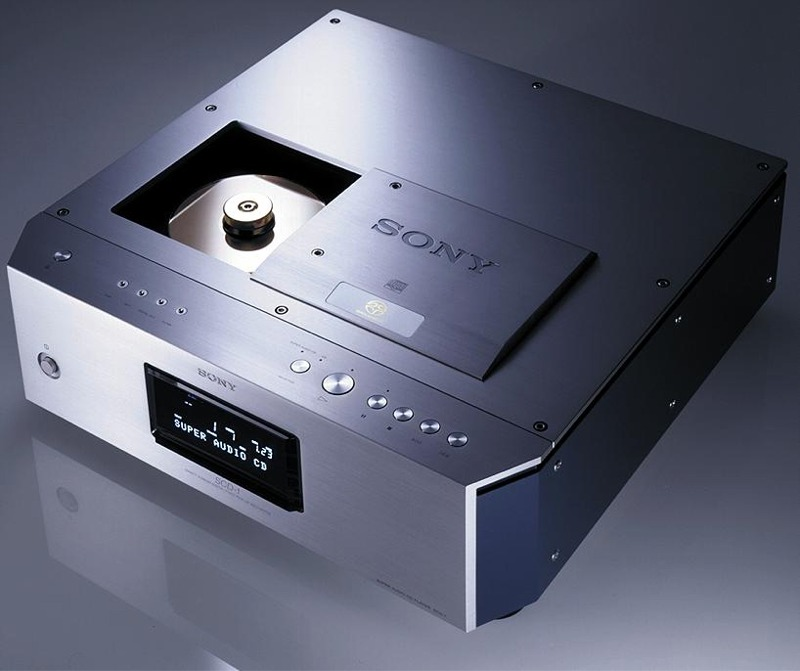
Reproductor de Super Audio CD. Sony SCD 1.

Super Audio CD (SACD) es un tipo de disco óptico desarrollado conjuntamente por Philips y Sony, dado a conocer en 1999 y diseñado para suministrar audio de alta definición.

## Visión general
Se puede considerar que el SACD es un híbrido entre los formatos de CD y DVD. Es decir, que es un formato de disco compacto que utiliza el mismo tamaño de sectores, sistema de corrección de errores, modulación y sistema de archivos (UDF e ISO 9660) que un DVD. Aunque utilice la tecnología DVD, el SACD no puede ser reproducido en todos los lectores DVD (en ninguno de sus tipos: universal, vídeo, audio), puesto que no utiliza el mismo tipo de codificación de audio del disco DVD, sin embargo, puede ser compatible con algunos modelos.
Por su parentesco con el DVD, aunque el SACD es un formato concebido solo para audio, permite reservar una zona dentro del disco para otros datos y permite incluir videoclips, texto, gráficos, etc.
El SACD utiliza un sistema de codificación de audio digital llamado Direct Stream Digital (DSD), desarrollado por Sony.
La respuesta en frecuencia del SACD alcanza los 100 kHz, muy por encima de los 20 kHz (frecuencia considerada límite de la audición humana). Sin embargo, es necesario tener presente que esta tecnología no mantiene constante en todo su rango el ruido de cuantificación, esto es, la relación señal a ruido de cuantificación (SNQR) ya que ésta se deteriora significativamente por encima de la banda de audiofrecuencias. La frecuencia crítica del CD audio es de 22,05 kHz (también por encima del mencionado límite), aunque los filtros analógicos de los reproductores atenúan progresivamente las señales de audio por encima de 20 kHz. En todo caso, el potencial ultrasónico de un formato de audio digital es una característica, en el mejor de los casos y por razones obvias, muy discutible. Asimismo, la existencia de señales con componentes ultrasónicas podría generar distorsión por intermodulación en amplificadores normales de audiofrecuencia. Por otro lado, el formato SACD proporciona un rango dinámico extenso, en la banda de audiofrecuencias, de 120 dB, que supera los 98,01 dB del CD.
Un disco en formato SACD de una capa, tiene mayor capacidad de almacenamiento (4,7 GB) con respecto al CD (700 MB). Esto es posible gracias a que se ha reducido la anchura de las pistas, el tamaño de los hoyos o "pits" (marcas de grabación sobre la superficie del disco) y al tipo de compresión sin pérdidas que emplea la tecnología (DSD). Esta gran capacidad, permite al SACD llegar a ofrecer 6 canales de audio de idéntica calidad.
Hay tres tipos de SACD según las capas que lo constituyen:
- 1 capa, con información de audio estéreo.
- 2 capas, con audio estéreo y multicanal.
- 3 capas, con audio estéreo, audio multicanal y audio de CD convencional.

Cada capa es leída por un rayo láser con una diferente longitud de onda (a mayor longitud de onda mayor profundidad, con lo que se pueden leer las capas inferiores). La información de cada capa resulta invisible al láser del reproductor de otro formato, con lo que se asegura la compatibilidad.
Los SACD de tres capas que permiten la compatibilidad con el CD, son los llamados SACD híbridos. El problema es que fabricar discos híbridos es más caro y complicado que fabricar discos solo para Súper Audio CD, pero, este incremento en los costes de producción se compensa porque se amplia exponencialmente la cuota de mercado. 
Sony y Philips, siendo los diseñadores del formato, son los principales fabricantes de reproductores, tanto de forma convencional, como combinados con reproductores de DVD. La consola de videojuegos PlayStation 3 permite también la reproducción de SACD[cita requerida] multicanal, incluso a través de la salida óptica. Solo la consola Playstation 3 versión 60 GB es capaz de reproducir SACD.
Un disco SACD híbrido puede ser leído por un reproductor de CD convencional, pero los lectores de CD, no pueden decodificar la información de los SACD.
Para evitar la llamada piratería discográfica, en la fabricación de los SACD se incorpora un sistema anticopia conocido como Pit Signal Processing que graba 2 “marcas de agua”:
1. Una marca invisible que se graba en la propia trama de datos.
2. Otra marca visible, la cual se encuentra sobre la superficie del disco y que enmascara el tamaño real de los hoyos o pits para formar una imagen que debería resultar “imposible” de copiar. Al menos, aún no existe ningún método conocido que permita hacerlo.

## Diferencias audibles respecto de CD-Audio y DVD-Audio
Han sido publicados trabajos experimentales que han sido supuestos como rigurosos que concluyen que no existen diferencias audibles entre el formato SACD y el tradicional soporte de audio digital CD de Audio (PCM 16 bits; 44100 muestras/s). Estos ensayos se refieren únicamente a material musical estéreo ya que el CD de Audio no permite registrar material sonoro multicanal. Otros estudios, como el realizado por los expertos de la Universidad de la Música Detmold de Alemania, Dominik Blech y Min-Chi Yang han probado que la calidad del sonido del SACD es indistinguible del formato de alta resolución DVD-Audio.
Para el ingeniero de audio estadounidense Thomas Kite, cualquier afirmación sobre las virtudes audibles de estos formatos de "alta definición" respecto del CD de Audio son únicamente mitos audiófilos o mensajes de mercadotecnia que pretenden promocionar la nueva producción de grabaciones o reproductores con afirmaciones que nunca están avaladas por pruebas estadísticas rigurosas, de metodología de doble ciego, con muestras significativas y, sobre todo, independientes.